# The Code (singel Nemo)
The Code – singel szwajcarskiego piosenkarza Nemo, wydany 29 lutego 2024 nakładem wytwórni Better Now.
Kompozycja reprezentowała Szwajcarię i zwyciężyła w 68. Konkursie Piosenki Eurowizji w Malmö, otrzymując łącznie 591 punktów. Było to trzecie zwycięstwo Szwajcarii w konkursie.

## Powstanie utworu i historia wydania
Utwór skomponowali i napisali Benjamin Alasu, Lasse Midtsian Nymann, Linda Dale oraz Nemo Mettler, a za produkcję utworu odpowiadają Lasse Midtsian Nymann, Benjamin Alasu, Tom Oehler, Wojciech Kostrzewa, Pele Loriano, Nemo Mettler i Nikodem Milewski; jest to drugi z kolei rok, w którym Szwajcarię w Konkursie Piosenki Eurowizji reprezentuje utwór, za którego produkcję odpowiada Polak (Milewski). Sonicznie piosenka miesza różnorakie rodzaje muzyki, takie jak rap, drum and bass i operę. Demo utworu powstało podczas tzw. songwriting campu – obozu twórczego, zorganizowanego na początku czerwca 2023 roku przez SUISA w podzuryskim Maurze.  
W komunikacie prasowym opublikowanym wraz z wydaniem piosenki Nemo następująco wytłumaczył przesłanie utworu: „To niesamowity zaszczyt móc reprezentować Szwajcarię w Konkursie Piosenki Eurowizji. Platforma Eurowizji oferuje ogromną możliwość budowania mostów między różnymi kulturami i pokoleniami. Dlatego bardzo ważne jest dla mnie, jako osoba genderqueer, abym stanął w obronie całej społeczności LGBTQIA+. »The Code« opowiada o podróży, którą rozpocząłem ze zrozumieniem, że nie jestem ani mężczyzną, ani kobietą. Odnalezienie siebie było dla mnie długim i często trudnym procesem. Ale nie ma nic lepszego niż wolność, którą zyskałem dzięki uświadomieniu sobie, że jestem osobą niebinarną”. Według wykonawcy piosenka jest „artystycznym manifestem” osobistej podróży. 
Utwór po raz pierwszy wykonano na żywo podczas programu MusicStar – Die Revival-Show, wyemitowanego 30 marca w SRF 1.
26 kwietnia 2024 wydany został remiks utworu autorstwa Felixa Jaehna, a 10 maja – wersja symfoniczna, w której gościnnie wystąpili muzycy z Sinfonie Orchester Biel Solothurn.

## Konkurs Piosenki Eurowizji

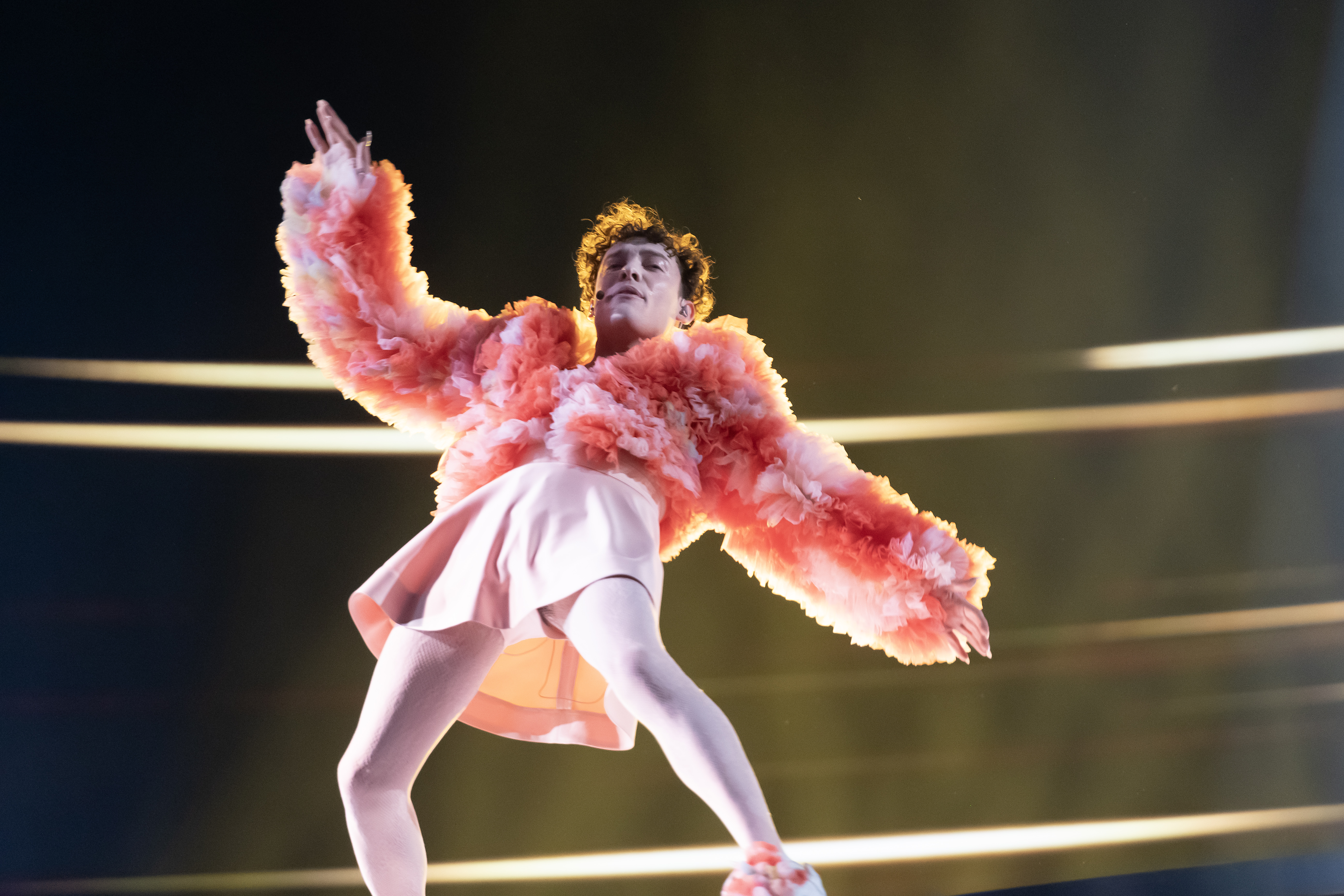
Nemo w trakcie swojego występu podczas próby kostiumowej drugiego półfinału 68. Konkursu Piosenki Eurowizji w Malmö (2024)

29 lutego 2024 ogłoszono, że utwór został wybrany wewnętrznie przez szwajcarskiego nadawcę SRG SSR do reprezentowania Szwajcarii w 68. Konkursie Piosenki Eurowizji. O ostatecznym wyborze utworu spośród ponad 400 propozycji nadesłanych do selekcji zadecydowały trzy komisje: dwa osobne jury złożone z publiczności i fanów konkursu (szwajcarskie oraz międzynarodowe) oraz 25-osobowy, międzynarodowy panel ekspertów. Kilka dni wcześniej dziennik Blick doniósł, jakoby to właśnie Nemo miał reprezentować kraj w konkursie.
Przed konkursem piosenka była typowana przez bukmacherów jako główny faworyt do zwycięstwa. Piosenka została zaprezentowana podczas drugiego półfinału i awansowała do finału. Podczas finału utwór został zaprezentowany jako dwudziesty pierwszy w kolejności i zajął 1. miejsce zdobywszy 591 punktów, w tym 365 pkt od jury (1. miejsce) i 226 pkt od widzów (5. miejsce). Za scenografię występu Nemo odpowiadał Fredrik Rydman.

## Lista utworów
| Digital download / media strumieniowe | Digital download / media strumieniowe | Digital download / media strumieniowe |
| Nr                                    | Tytuł utworu                          | Długość                               |
| ------------------------------------- | ------------------------------------- | ------------------------------------- |
| 1.                                    | „The Code”                            | 3:00                                  |

## Pozycje na listach
| Kraj       | Notowanie (2024) | Najwyższa pozycja |
| ---------- | ---------------- | ----------------- |
| Litwa      | Singlų Top 100   | 3                 |
| Szwajcaria | Singles Top 100  | 1                 |